# 吳亦凡
吴亦凡（英語：Kris Wu，1990年11月6日—），本名李嘉恒 (英語：Kevin Li)，是活躍於亞洲的加拿大籍中國歌手、演员，生於中国广东省广州市，10歲隨母親移民加拿大；2012年以SM娛樂組合EXO成員及中國分隊EXO-M隊長身分在韓國出道；2014年回流中國發展。
2021年7月，吳亦凡因涉嫌強姦、聚众淫乱案被捕，在中国大陆遭到封殺。2022年11月，一審判處有期徒刑十三年，附加驱逐出境；2023年11月二審維持原判，成为近些年来娱乐圈最具警示意义的负面案例之一。。

## 生平

### 早年生活
1990年11月6日，吳亦凡出生於廣東廣州，出生时名为「李嘉恒」。父亲李开明為湖北石首新厂镇人，曾任中华人民共和国环境保护部华南环境科学研究所副所长，母亲吴雨（原名吴秀芹）為甘肃白银人，毕业于武汉水利电力学院，与在武汉水利电力学院读水资源系统工程专业硕士的李开明相识。因父母的工作原因，吴亦凡數月大時便被送到甘肃省白银市，由外祖母和外祖父照顧，直到5岁時再次回到广州上小学。
吳亦凡10歲时父母離異，同年跟隨母親投資移民加拿大温哥華，隨母姓（但至17歲才正式由「李嘉恒」改名「吳亦凡」），英文名「Kevin Li」。吴秀芹隨後数年往返中加兩國，最终关掉曾经拥有的企业，成为无收入的家庭主妇，以全面照顧吳亦凡。2005年，為处理国内最后的事务，吴秀芹攜子回广州一年，吳亦凡以篮球特长生的身份就讀广州市第七中学初三，擔任校籃球隊隊長，曾帶領隊伍於2005年「少年NBA中國初中籃球聯賽」中取得華南地區冠軍；年少時的吳亦凡曾渴望成為一名籃球職業運動員，但吴秀芹不接受，希望他日後學習醫學或法律。一年後，她结束在广州的事物，不顧吳亦凡反對，帶他回到加拿大，就讀溫斯頓邱吉爾中學，後轉學至灰角中学。高中期間，吳亦凡在餐馆和KTV打工補貼家用。
2007年，未滿17歲的吳亦凡陪朋友參加韓國SM娛樂在溫哥華舉辦的選秀活動，通過數輪選拔後，於同年冬和母親一起到韓國首爾考察，由SM安排整型手術後回加拿大休養8個月。吳亦凡在後來採訪中稱，母子關係在高考前愈發緊繃，以及大學學費的經濟壓力是他選擇前往韓國的主要原因。2008年夏，吳亦凡獨自赴韓受訓，與20人合宿在SM總部附近的江南區，度過四年练习生生涯。期間，他與美籍韩裔练习生申凱文（Kevin Shin）交好，後者受訓3年半後於2010年退出SM。

### 韓國出道
2012年2月15日，韓國SM娛樂YouTube頻道公開吳亦凡的出道預告片，宣布將以藝名Kris，成為EXO成員出道。4月8日，以EXO成員、EXO-M隊長、主Rapper及門面擔當的身份在第十二屆「音樂風雲榜頒獎典禮」正式出道。
2014年5月15日，吳亦凡“因不滿SM娛樂對中國大陸藝人的不公平待遇”，感到個人發展受到公司限制及身體在高強度工作和壓力下出現病症，因此向首尔韩国大法院提交申请判决他与SM娱乐的合约无效。2014年末他自行在中国娱乐圈發展。此后两年间，法院多次向双方调停未果，最终吴亦凡工作室于2016年7月22日发表声明，宣布和SM公司的合約纠纷正式终止，合約有效期限延長至2022年。

### 中國發展

#### 2014年
2014年末，吳亦凡回到中国娱乐圈發展。2015年7月22日，吳亦凡的首座蠟像入駐上海杜莎夫人蠟像館。12月6日，登上《時尚先生》12月度封面。

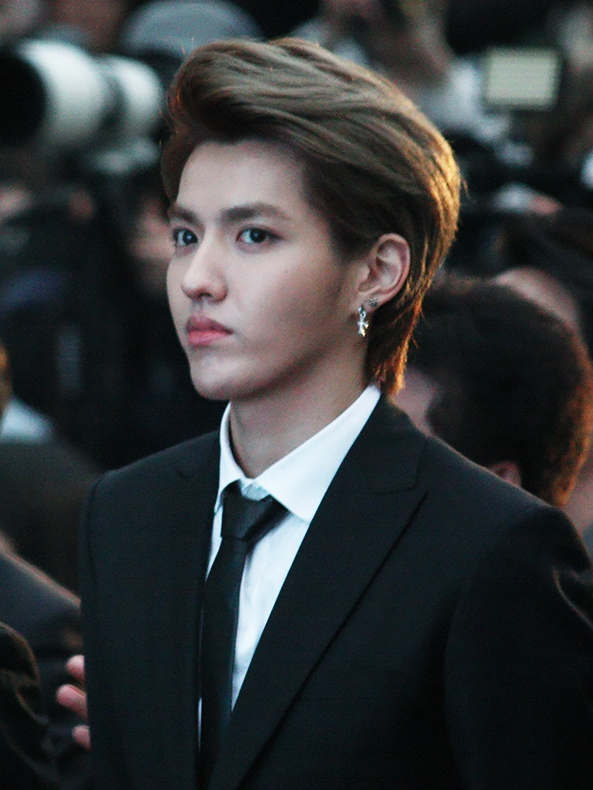
吳亦凡於2014年

#### 2015年
1月15日，出演周星馳執導的喜劇電影《美人鱼》。2月10日，電影《有一个地方只有我们知道》正式上映，在片中飾演單親爸爸彭澤揚；吳亦凡的演員之路亦正式展開。5月5日，受VOGUE CHINA邀请出席大都會藝術博物館慈善晚宴。6月1日，登上Vogue China正刊封面。6月24日，受法國品牌纪梵希邀約前往巴黎參加《2016春夏男裝周》，開啓其首次時裝周旅程。7月，與Kendall Jenner搭檔登上《VOGUE服飾與美容》封面。8月，登上《時裝男士L'OFFICIEL HOMMES》封面。10月，登上《嘉人Marie Claire》的單人封面。9月12日，參加的第一個真人秀《挑戰者聯盟》開播。11月6日，發行首張中文單曲《Bad Girl》，正式開啟在中國的歌手之路。12月24日，主演電影《老炮儿》上映，飾演玩世不恭的富二代小飛；其後憑該角色獲得微博之夜「年度電影新力量男演員獎」。

#### 2016年
1月，與馮小剛、李易峰搭檔登上《時尚先生》開年封面；同月登上《時尚Cosmo》。1月11日，受時裝品牌Burberry邀請，赴倫敦參加《2016倫敦秋冬男裝週》。1月15日，友情客串周星馳導演的電影《美人鱼》。2月，登上《芭莎男士》封面。2月13日，於NBA全明星賽中加入“暴龍隊”。4月11日，代言賓士smart20，與品牌聯名打造吳亦凡特別版，同時亦打破史上smart最快銷售的秒殺紀錄。4月20日，代言雷朋眼鏡。4月29日，主演的青春電影《夏有乔木雅望天堂》上映，在電影中飾演患有憂鬱症的男主角夏木，並憑該角色獲得第一屆東京電影節中國電影周金鶴獎「最佳男主角」及電影頻道傳媒關注單元「最受傳媒關注年度新人」。
6月14日，成為意大利品牌BVLGARI的首位亞洲男明星代言人。7月8日，主演的愛情電影《致青春·原来你还在这里》上映，飾演富家少爺程錚。。9月30日，主演的3D动画電影《爵迹》上映，在電影中飾演七度王爵銀塵，中國大陸累計票房共3.82億。10月，登上《智族GQ》封面。10月13日，宣布成為英國品牌Burberry的全球代言人。11月，登上《時尚芭莎》封面。11月9日，發行首張英文單曲《July》，在美國iTunes下載榜進入前50名。12月3日，憑借歌曲《July》於第十屆咪咕音樂盛典斬獲「年度十大金曲」獎，同時獲得「年度內地最受歡迎男歌手」大獎；同月，登上《ELLEMAN》封面。

#### 2017年
1月19日，主演的荷里活動作電影《限制級戰警：重返極限》正式上映，在電影中飾演新極限特工成員Nicks；演唱的電影主題曲《JUICE》衝上iTunes美國總榜第28位，打破此前歌曲《July》記錄。1月28日，主演的古裝魔幻喜劇電影《西游伏妖篇》上映，在電影中飾演呆萌版唐三藏，總預售票房1.76億，打破中國影史預售最高票房及首日預售最高華語片兩項紀錄，國內最終票房16.5億。2月13日，受邀參加第59届格莱美颁奖典礼。2月18日，吴亦凡再戰NBA全明星賽，吳亦凡作为“东部队”隊员赢得比赛，同时成为首位Jr. NBA Leadership Council Member华人大使。4月，登上《ELLE》封面。同月，美國福布斯發佈2017年30歲以下傑出人物青年領袖榜，吳亦凡以演員、歌手身份登上此榜。5月5日，參加的真人秀《七十二層奇樓》開播，並在節目中獲得新稱號「忽悠凡」。
6月24日，擔任中國嘻哈音樂選秀節目《中国有嘻哈》明星製作人，因在节目中为了考验选手的说唱能力多次询问选手“你有freestyle嗎？”成爲網路流行語。7月，發行個人先導EP《6》，預售9小時突破百萬。10月11日，與美國饒舌歌手Travis Scott合作的歌曲《Deserve》於全球上線，登iTunes美國總榜第一名，該作品創美國iTunes總榜，以及iTunes Hip-Hop/Rap分榜雙榜第一破華人歌手歷史記錄，吳亦凡成為首位登頂美國iTunes總榜的華裔歌手。11月11日，繼2015年入駐上海杜莎夫人蜡像馆後，第二尊蠟像正式入駐重慶杜莎夫人蠟像館。11月27日，第三張英文單曲《B.M.》全球上線，登上美國iTunes總榜第二位，同時登上美國iTunes Hip-Hop/Rap分榜第一位。12月16日，於第十一屆咪咕音樂盛典中獲得「年度最佳男歌手」及「年度最具號召力歌手」，單曲《6》也榮獲「年度10大金曲」獎。12月25日，與趙麗穎合作的首張中文合唱單曲《想你》全網上線，並於27日釋出MV。

#### 2018年
1月25日，NFL官方宣布，吳亦凡將為美國職業橄欖球大聯盟中國區擔任本屆超級盃大使，並將於美國當地時間2月3日的“超級盃LIVE”上演出，為2月4日的美式足球聯盟年度冠軍賽超級盃預熱。2月8日，NBA官方宣布，吴亦凡將獲邀參加洛杉磯“2018年NBA明星賽”，其後於2月17日聯手崔西·麥格雷迪，代表“湖人隊”對抗保羅·皮爾斯領銜的“快船隊”。4月24日，环球音乐與吴亦凡签订全球专属音乐合约。5月4日，受邀至央視《筑梦新时代——2018“五月的鲜花”全国大中学生文艺会演》上演唱，同時榮獲年度“五月的鮮花”優秀青年演員之稱號。
5月15日，吴亦凡工作室公布新专辑首支单曲《Like That》于5月18日零点，在iTunes、Spotify、Apple Music等各大平台全球上线；歌曲上線後，在美国iTunes总榜及Hip-Hop/Rap分榜登上冠軍。5月30日，《Like That》進入Billboard Hot100榜中的第73名。7月14日，由愛奇藝製作的以嘻哈為主題的綜藝節目《中國新說唱》正式播出，吳亦凡在節目中擔任明星製作人及音樂總顧問。8月17日，與影帝梁朝偉共同主演的動作電影《歐洲攻略》上映，在電影中飾演頂級黑客洛奇。8月27日，於iHeartRadio MMVAs典禮上榮獲Fan Fave New Artist獎，亦是吳亦凡首座國際新人獎。10月9日，受邀出席2018「全美音樂獎AMAs」。10月30日，法國品牌Louis Vuitton宣佈吳亦凡成為品牌首位代言人。11月2日，發行首張個人專輯《Antares》，专辑上线不到五小时即登上美國iTunes專輯總榜及Hip-Hop/Rap专辑分榜第一位；主打曲《November Rain》亦登上单曲总榜及Hip-Hop/Rap单曲分榜的第一位，创造多項华人歌手新纪录，除此之外亦成为首位同时进入Billboard100及Billboard200的华人歌手。12月26日，推出首个个人时尚品牌A.C.E(Accessory Culture Evolution)，同時担任品牌的創意總監、总经理及董事，每款產品均親自參與設計。

#### 2019年

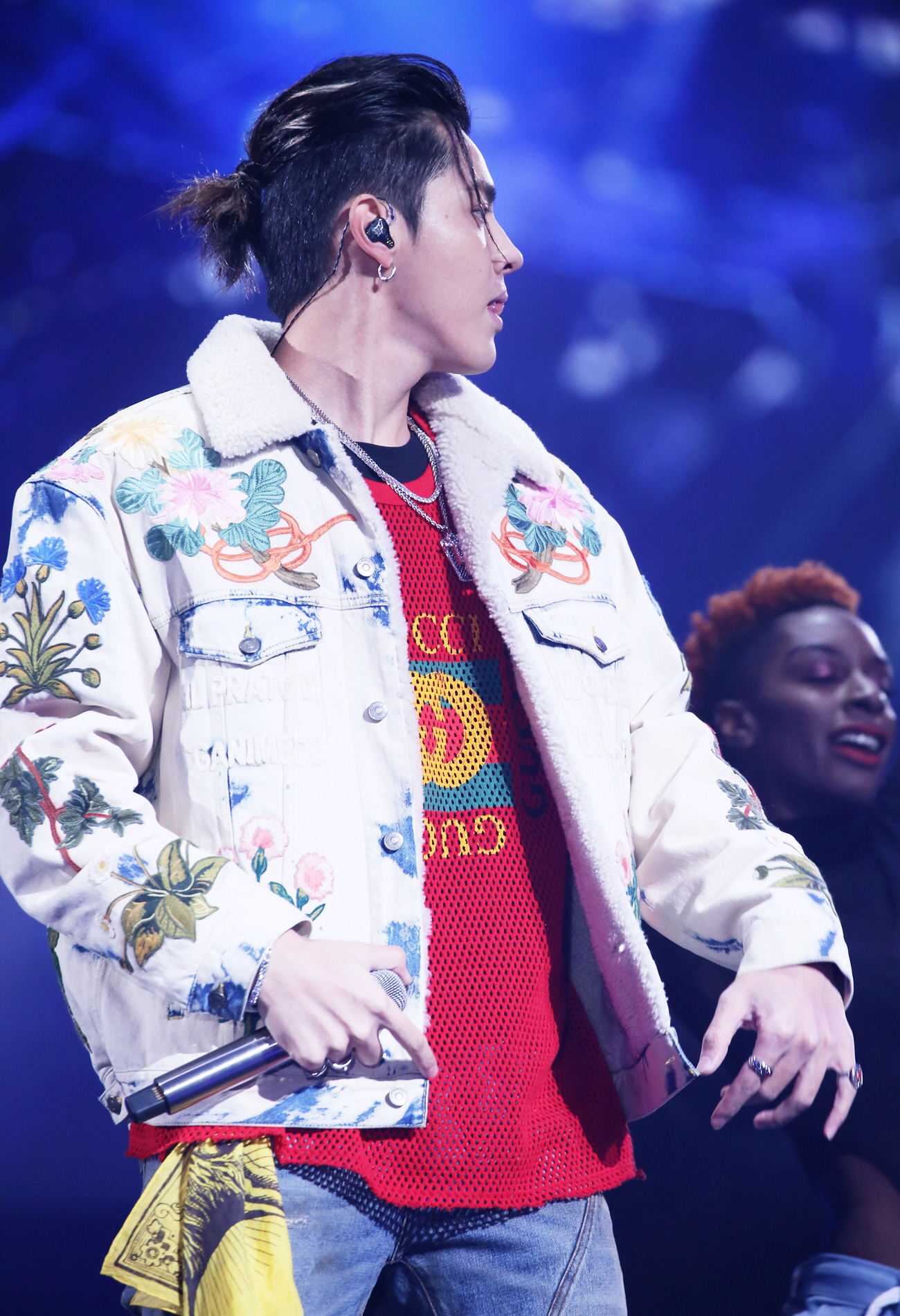
咪咕音乐盛典中的吳亦凡

1月17日，以路易威登品牌代言人身份参加「路易威登2019秋冬男装秀」。3月6日，宣布即將舉行名為「天·地·東·西·ALIVE TOUR」的吳亦凡首個個人巡迴演唱會，演唱會共有三站，分別為南京（4月20日）、北京（5月11日）及重慶站（5月25日）。4月19日，推出全新單曲《大碗寬麵》，歌曲靈感來源網絡迷因所創作並演唱的一首單曲，當中運用吳亦凡所推崇的中國風嘻哈，用了古箏等中國樂器去做整體編曲的旋律，同時運用了Auto Tune做成前奏，大部份網民對其自嘲及回應網民行為表示讚賞，歌曲一推出即獲得好評。6月14日，再次擔任《中國新說唱第二季》制作人導師。11月14日，電視劇《青簪行》正式官宣，吳亦凡將在劇中出演男主李舒白一角，迎來他的首部古裝電視劇。同年他推出新作《貳叁》，邀得木村光希合演新歌微電影。

#### 2020年
2020年4月22日，迷你《TESTING》上线。當中的四首歌曲包含了三首由吴亦凡一人完成词曲创作并制作的中文歌，以及他参与词曲创作独立制作的一首英文歌。5月16、17日，以特派教练身份參與騰訊視頻出品的選秀節目《創造營2020》播出。7月9日，《中國新說唱2020》官宣吳亦凡將繼續擔任節目導師。7月16日，由吳亦凡擔任男主角的探案輕喜劇《青簪行》殺青，該劇經歷長達七個多月的拍攝。7月20日，宣布以潮流發起人身份加盟腾讯视频综艺節目《潮玩人类在哪里》。8月6日，以路易威登品牌代言人身份參加「路易威登2021春夏男裝秀」，登上T台，壓軸亮相走秀。2020年11月1日，吳亦凡以保時捷賽車手的身份首次出征全球備受推崇的賽車運動平台Porsche Sports Cup，首戰拿下保時捷衝刺挑戰第一回合GT4組別冠軍，第二回合GT4組別冠軍及衝刺挑戰總冠軍。2020年12月4日，主演的電影《爵跡2：冷血狂宴》在騰訊視頻中獨家播映。

#### 2021年-至今
2021年2月12日，參加《2021年北京廣播電視台春節聯歡晚會》，並與騰格爾合唱自己的作品《大碗寬麵》。2月28日，獲得《2020微博之夜》「微博年度全能唱作人」。4月30日，出席亞洲保時捷卡雷拉杯新賽季發布會，宣布成立「20XX RACING」車隊。5月27日，由吳亦凡獨自創立的音樂創牌「20XXCLUB」發布第一支全新單曲《翱翔》。7月8日起，吳亦凡因涉嫌強姦案引起爭議。7月31日，北京市朝阳区警方发布公告，吴亦凡因涉嫌强奸罪被刑事拘留。8月16日，北京市朝阳区人民检察院宣布以涉嫌强奸罪批准逮捕吴亦凡。其个人微博和工作室微博账号被封禁，音乐平台下架其所有作品。
2022年6月10日，北京市朝阳区人民法院开庭审理了被告人吴亦凡强奸、聚众淫乱一案。因涉及被害人隐私，案件采取不公开开庭审理方式。11月25日上午，北京市朝阳区人民法院一审公开宣判被告人吴亦凡强奸、聚众淫乱案，对吴亦凡以强奸罪判处有期徒刑十一年六个月，附加驱逐出境；以聚众淫乱罪判处有期徒刑一年十个月，数罪并罚，决定执行有期徒刑十三年，附加驱逐出境。
吴亦凡方一审宣判后对所有控罪当庭提出了上诉。2023年7月25日，北京市第三中级人民法院依法开庭审理了上诉人吴亦凡强奸、聚众淫乱一案。因涉及被害人隐私，案件依法采取不公开开庭审理方式。11月24日上午，北京市第三中级人民法院依法对吴亦凡强奸、聚众淫乱上诉一案公开宣判，裁定驳回上诉，维持原判。

## 個人生活
2013年，林西娅和吴亦凡传出绯闻并流出床照。2021年，吴亦凡被捕后，林西娅发文解释当年事件：「几年前意外相识下，一些年轻人变成了朋友。在一次非主动的行为后，朋友关系更近一步，本是小透明的我因一张聚会照片的图中人物关系被质疑而陷于网暴。」她指照片是被恶意盗取后发布，而非自曝。
2016年6月21日，網红“小G娜”（黄恺嘉）自曝为吴亦凡女友，指控其与多人约炮，疑似吴亦凡床照及与5女约会的音频流出。后吴亦凡工作室称相关图片及音频均為伪造，已交由律师处理，事件才相对平息。其间，微博用户王吉胜创建“炮王吴亦凡”话题并任话题主持人，遭吴亦凡起诉，2017年1月12日法院判吴亦凡胜诉，获赔精神损失费2万元。
2018年，网络上又有消息指吴亦凡在美國洛杉矶某夜店“选妃”，吴亦凡工作室否認事件，相关微博博主後在微博置顶道歉。2021年8月6日，美國南加州橙縣華人律師王婧稱吳亦凡洛杉矶“选妃”時強姦未成年女粉絲，受害者目前已成年並準備提告，但此案無下文。
2019年8月17日，吴亦凡被拍到牵手北京电影学院学生秦牛正威（现名秦語鹿）。31日，秦牛正威发文否认恋情，声称“一直很尊重吴老师，没交往，没视频，没故事”。

## 爭議

### 專輯成績被疑造假
2018年11月2日，吳亦凡發行首張個人專輯《Antares》，专辑上线不到五小时即登上美國iTunes專輯總榜及Hip-Hop/Rap专辑分榜第一位；主打曲《November Rain》亦登上单曲总榜及Hip-Hop/Rap单曲分榜的第一位，创造多項华人歌手新纪录。此舉成績随后被質疑造假，指是其粉丝刷榜所致，屬於機器人製造假銷量，其新专辑及专辑中单曲在美区iTunes即时下载榜单上的相关排名亦被清除。隨後，其所屬唱片公司環球音樂及工作室發表嚴正聲明否認新專輯已在iTunes美區下架，稱仍在榜且可正常購買，榜單數據成績真實有效，並表示網上的相關言論與事實不符，屬於惡意散播事實，要求立即刪除停止擴散，否則將立即採取法律手段追究責任。11月9日，吳亦凡接受電台訪問時回應對於涉嫌「造假」而登上銷量榜首的傳聞表示：「我的粉絲都是真實的人，並不是機器人，更不是假的。他們從未見過一個中國歌手登上榜首，但不代表這不會發生。」並否認一切有關的指控。就iTunes事件影響，11月8號，Billboard杂志亦決定對吳亦凡新專輯《Antares》的銷量進行審計核實，对并不违反规则的销量算入实际成绩进行核实确认。11月14日，Billboard榜单核实完成，公布了吴亦凡的专辑审计结果，稱其专辑《Antares》以相当于8000张专辑销量的成绩，在公告牌专辑榜上排名第100位。

### 強姦案
2021年7月31日，吳亦凡被刑事拘留，8月16日被北京市朝陽區人民檢察院以涉嫌強姦罪批准逮捕。2022年6月10日，該案在北京市朝陽區人民法院一審開庭，11月25日判決強姦罪、聚眾淫亂罪兩項控罪成立，數罪併罰判處有期徒刑十三年，附加驅逐出境。吳亦凡方當庭上訴，2023年11月24日二審宣判維持原判。

### 偷逃税款
在吴亦凡强奸、聚众淫乱案调查和司法程序的同时，北京市税务局第二稽查局根据有关方面线索和税收大数据分析，对吴亦凡2019年至2020年期间涉嫌偷逃税问题开展了税务检查。经查，吴亦凡在此期间采取虚构业务转换收入性质虚假申报、通过境内外多个关联企业隐匿个人收入等方式偷逃税款0.95亿元，其他少缴税款0.84亿元。2022年11月25日，即吴亦凡案一审宣判同日，北京市税务局第二稽查局依法对吴亦凡追缴税款、加收滞纳金并处罚款，共计6.00亿元。其中，对其虚构业务转换收入性质虚假申报偷逃税款的部分处4倍罚款计3.45亿元；对其隐匿个人收入偷逃税款的部分处5倍罚款计0.42亿元。

## 影視作品

### 電影作品
| 年份   | 電影名稱                     | 角色                     | 性質       | 內地票房 |
| 2015年 | 《有一个地方只有我们知道》   | 彭澤陽                   | 男主角     | 2.87亿   |
| 2015年 | 《老炮兒》                   | 小飞                     | 主演       | 9.02亿   |
| 2016年 | 《美人鱼》                   | 龍劍飛                   | 客串       | 33.9亿   |
| 2016年 | 《致青春·原來你還在這裡》    | 程錚                     | 男主角     | 3.37亿   |
| 2016年 | 《爵迹》                     | 銀塵                     | 男主角     | 3.83亿   |
| 2016年 | 《夏有乔木雅望天堂》         | 夏木                     | 男主角     | 1.56亿   |
| 2017年 | 《西游伏妖篇》               | 唐三藏                   | 男主角     | 16.3亿   |
| 2017年 | 《限制級戰警：重返極限》     | 哈佛「尼克斯」(Nicks)    | 配角       | 11.3亿   |
| 2017年 | 《星際特工瓦雷諾：千星之城》 | 尼薩上尉（Captain Neza） | 配角       | 4.09亿   |
| 2018年 | 《歐洲攻略》                 | 洛奇（Rocky）            | 第二男主角 | 1.53亿   |
| 2020年 | 《爵跡2：冷血狂宴》          | 銀塵 修川地藏            | 男主角     | 網絡播映 |

### 電視劇
| 年份 | 劇名           | 角色   | 備註   |
| 待播 | 《光輝的旗幟》 |        | 客串   |
| 禁播 | 《青簪行》     | 李舒白 | 男主角 |

### 固定綜藝節目
| 日期                         | 電視台   | 節目名稱                  | 備註                   |
| 2015年9月12日－12月5日       | 浙江衛視 | 《挑战者联盟》 (第一季)   | 固定成員               |
| 2017年5月5日－7月28日        | 湖南衛視 | 《七十二層奇樓》          | 固定成員               |
| 2017年6月24日－9月9日        | 愛奇藝   | 《中国有嘻哈》            | 製作人導師             |
| 2018年7月14日－9月29日       | 愛奇藝   | 《中国新说唱》 （第一季） | 音樂總顧問/製作人導師  |
| 2018年10月21日－2019年1月6日 | 東方衛視 | 《中国梦之声·下一站传奇》 | 女生戰隊首位傳奇創始人 |
| 2019年6月14日－8月30日       | 愛奇藝   | 《中國新說唱》 （第二季） | 製作人導師             |
| 2019年12月6日－2020年2月21日 | 愛奇藝   | 《潮流合伙人》            | 主理人                 |
| 2020年8月2日－10月11日       | 腾讯视频 | 《潮玩人类在哪里》        | 潮流发起人             |
| 2020年8月14日－10月30日      | 爱奇艺   | 《中國新說唱》 （第三季） | 明星製作人             |

## 音樂作品

### 先導專輯
| #   | 專輯                                               | 曲目                     |
| 1st | 《6》 - 發行日期：2017年7月25日 - 語言：中文、英文 | 1. 6 2. Lullaby 3. Juice |

### 正規專輯
| #   | 專輯                                                                                             | 曲目 |
| 1st | 《Antares (安塔爾)》 - 發行日期：2018年11月2日（國外）/ 2018年11月6日（國內） - 語言：中文、英文 | 1. Antares 2. November Rain 3. Coupe（feat.Rich The Kid） 4. Tough Pill 5. We Alive 6. Selfish 7. Tian Di（天地） 8. Freedom（feat.Jhené Aiko） 9. Explore 10. Like That 11. Hold Me Down（English Version） 12. 悟 13. Hold Me Down |

### 迷你專輯
| #   | 專輯                                                     | 曲目                                     |
| 1st | 《TESTING》 - 發行日期：2020年4月23日 - 語言：中文、英文 | 1. 時間海 2. 極光 3. THROWBACK 4. PUPPET |

### 單曲
| 發表年份 | 發表日期 | 歌曲名稱             | 類型                                     | 演唱藝人                                         | 作曲 | 填詞 | 其他         |
| 2015年   | 11月6日  | Bad Girl             |                                          | 吳亦凡                                           |      |      | 製作人       |
| 2016年   | 11月9日  | JULY                 |                                          | 吳亦凡                                           |      |      |              |
| 2017年   | 1月19日  | Juice                | 先导專輯《6》/ 限制級戰警3：重返極限插曲 | 吳亦凡                                           |      |      |              |
| 2017年   | 7月25日  | 6                    | 先导專輯《6》                            | 吳亦凡                                           |      |      | 製作人       |
| 2017年   | 7月25日  | Lullaby              | 先导專輯《6》                            | 與Kevin Shin合唱                                 |      |      |              |
| 2017年   | 9月12日  | 我選擇的路           | 愛奇藝VIP會員主題曲                      | 吳亦凡                                           |      |      |              |
| 2017年   | 10月11日 | Deserve              |                                          | 與特拉维斯·斯科特合作                            |      |      |              |
| 2017年   | 11月10日 | 祝你雙十一快樂       | 為天貓雙十一狂歡夜製作                   | 與Pharrell Williams合唱                          |      |      |              |
| 2017年   | 11月27日 | B.M.                 | 為品牌Burberry所打造                     | 吳亦凡                                           |      |      |              |
| 2017年   | 12月25日 | 想你                 |                                          | 與趙麗穎合唱                                     |      |      | 編曲         |
| 2018年   | 1月23日  | 18                   |                                          | 與Joji、Rich Brian、Trippie Redd、Baauer合唱     |      |      |              |
| 2018年   | 5月18日  | Like That            | 正規專輯《Antares》                      | 吳亦凡                                           |      |      |              |
| 2018年   | 6月6日   | 天地                 | 正規專輯《Antares》                      | 吳亦凡                                           |      |      | MV導演       |
| 2018年   | 8月10日  | Hold Me Down         | 正規專輯《Antares》                      | 吳亦凡                                           |      |      | 製作人       |
| 2018年   | 9月14日  | Freedom              | 正規專輯《Antares》                      | 與Jhene Aiko合唱                                 |      |      |              |
| 2018年   | 10月12日 | 悟                   | 正規專輯《Antares》                      | 吳亦凡                                           |      |      | 製作人       |
| 2018年   | 10月19日 | Coupe                | 正規專輯《Antares》                      | 與Rich The Kid合唱                               |      |      |              |
| 2019年   | 4月19日  | 大碗寬麵             |                                          | 吳亦凡                                           |      |      | 製作人       |
| 2019年   | 8月7日   | 破曉                 |                                          | 吳亦凡                                           |      |      | 製作人、編曲 |
| 2019年   | 11月6日  | 贰叁                 |                                          | 吳亦凡                                           |      |      | 製作人       |
| 2019年   | 12月23日 | 第一順位             |                                          | 與楊和蘇合唱                                     |      |      | 製作人       |
| 2019年   | 12月23日 | 風吹草動             |                                          | 與大傻合唱                                       |      |      | 製作人       |
| 2019年   | 12月23日 | Deserve (Lido Remix) |                                          | 吳亦凡                                           |      |      | 製作人       |
| 2019年   | 12月23日 | 時間的遠方           |                                          | 吳亦凡                                           |      |      |              |
| 2020年   | 1月17日  | 俠客行               | 王者荣耀李白英雄主打歌                   | 吳亦凡                                           |      |      | 製作人       |
| 2020年   | 4月1日   | 咖啡                 |                                          | 與鹿晗合唱                                       |      |      |              |
| 2020年   | 4月15日  | 極光                 | 迷你專輯《TESTING》先導單曲              | 吳亦凡                                           |      |      | 製作人       |
| 2020年   | 4月22日  | 時間海               | 迷你專輯《TESTING》                      | 吳亦凡                                           |      |      | 製作人       |
| 2020年   | 4月22日  | THROWBACK            | 迷你專輯《TESTING》                      | 吳亦凡                                           |      |      | 製作人       |
| 2020年   | 4月22日  | PUPPET               | 迷你專輯《TESTING》                      | 吳亦凡                                           |      |      | 製作人       |
| 2020年   | 8月10日  | RAPSTAR              | 中国新说唱2020 CYPHER                    | 與潘瑋柏、张靓颖、GAI、朴宰范合唱                |      |      |              |
| 2021年   | 5月27日  | 翱翔                 | 廠牌20XXCLUB首發歌曲兼夏日限定曲         | 與陳彥希、霧都、Mac Ova Seas、王嗣堯、林渝植合唱 |      |      | 製作人       |

### OST
| 形式 | 年份           | 類型                             | 歌曲名稱   | 合作藝人        | 作曲 | 填詞 | 其他           |
| OST  | 2013年12月30日 | 《Make Your Move 3D 》宣傳曲     | Say Yes    | 潔西卡、Krystal |      |      |                |
| OST  | 2014年6月30日  | 《小时代3：刺金时代》主題曲      | 時間煮雨   |                 |      |      |                |
| OST  | 2014年11月6日  | 《有一個地方只有我們知道》主題曲 | 有一個地方 |                 |      |      | 編曲           |
| OST  | 2015年12月15日 | 《老炮儿》宣傳曲                 | 花房姑娘   |                 |      |      |                |
| OST  | 2016年7月22日  | 《夏有喬木雅望天堂》宣傳曲       | 從此以後   |                 |      |      |                |
| OST  | 2016年9月5日   | 劍俠世界手遊主題曲               | 刀劍如夢   |                 |      |      | 編曲、製作人   |
| OST  | 2016年12月20日 | 《西遊伏妖篇》宣傳曲             | 乖乖       | 譚晶            |      |      |                |
| OST  | 2018年6月6日   | 《中國新說唱》主題曲             | 天地       |                 |      |      | 制作人、MV導演 |
| OST  | 2018年7月11日  | 《中國新說唱》推廣曲             | 中國魂     |                 |      |      | 制作人         |

## 演唱會

### 2019巡迴演唱會
| 《天·地·東·西·ALIVE TOUR》 | 《天·地·東·西·ALIVE TOUR》 | 《天·地·東·西·ALIVE TOUR》 | 《天·地·東·西·ALIVE TOUR》 |
| -------------------------- | -------------------------- | -------------------------- | --- |
| 舉辦日期                   | 舉辦城市                   | 舉行地點                   | 演唱曲目 |
| 2019年4月20日              | 南京                       | 青奧體育公園體育館         | 1. Antares 2. We Alive 3. July 4. B.M. 5. Coupe 6. 想你 7. Like That 8. Freedom 9. Selfish 10. November Rain 11. Tough Pill 12. Explore 13. Bad Girl 14. Hold Me Down 15. 6 16. Juice 17. 從此以後 18. 你把我灌醉 19. 時間煮雨 20. Lullaby 21. Young OG+Deserve 22. 天地 |
| 2019年5月11日              | 北京                       | 凱迪拉克中心               | 1. Antares 2. We Alive 3. July 4. B.M. 5. Coupe 6. 想你 7. Like That 8. Freedom 9. Selfish 10. November Rain 11. Tough Pill 12. Explore 13. Bad Girl 14. Hold Me Down 15. 6 16. Juice 17. 從此以後 18. 你把我灌醉 19. 時間煮雨 20. Lullaby 21. Young OG+Deserve 22. 天地 |
| 2019年5月25日              | 重慶                       | 華熙文化體育中心           | 1. Antares 2. We Alive 3. July 4. B.M. 5. Coupe 6. 想你 7. Like That 8. Freedom 9. Selfish 10. November Rain 11. Tough Pill 12. Explore 13. Bad Girl 14. Hold Me Down 15. 6 16. Juice 17. 從此以後 18. 你把我灌醉 19. 時間煮雨 20. Lullaby 21. Young OG+Deserve 22. 天地 |

### 粉絲見面會
| 年份          | 節目名稱                          | 地點 | 嘉賓                              |
| 2015年11月6日 | 吳亦凡 2015 「Fantastic」见面会   | 北京 | 何炅（兼任嘉賓主持）              |
| 2016年11月6日 | 「MR.Fantastic」2016 吳亦凡生日會 | 上海 | Kevinshin                         |
| 2017年11月5日 | “UjoFan”吴亦凡2017生日会          | 深圳 | 欧阳靖、Kevinshin、艾福杰尼、黄旭 |

## 獎項與榮譽

### 大型頒獎禮獎項
| 年份 | 頒獎典禮                  | 獎項                                              |
| 2005 | 少年NBA中国初中篮球联赛   | 华南地区冠军                                      |
| 2014 | 第3屆搜狐時尚盛典         | 年度亞洲時尚偶像                                  |
| 2014 | 《时尚先生》              | 年度先生                                          |
| 2014 | 《时尚先生》              | 年度新人                                          |
| 2015 | 新浪娱乐15周年庆典        | 杰出青年                                          |
| 2015 | 第3届伦敦国际华语电影节   | 最佳新锐男演员 《有一個地方只有我們知道》         |
| 2015 | 亚洲影响力东方盛典        | 最具影响力网络人气男神                            |
| 2015 | 中國網易有態度人物盛典    | 最有態度銀幕偶像                                  |
| 2016 | 2015新浪微博之夜          | 微博之夜King                                      |
| 2016 | 2015新浪微博之夜          | 電影新力量男演員 《老炮兒》                       |
| 2016 | 第6届全球流行音乐金榜     | 年度最受欢迎新人奖                                |
| 2016 | GMIC全球移动互联网大会    | 内地最受关注男演员                                |
| 2016 | 第19届上海国际电影节      | 最受媒体关注年度新人奖 《夏有乔木雅望天堂》       |
| 2016 | 东京国际电影节            | 中国电影周“金鹤奖”最佳男主角 《夏有乔木雅望天堂》 |
| 2016 | 亚洲新歌榜2016年度盛典    | 年度最具影响力男歌手                              |
| 2016 | 亚洲新歌榜2016年度盛典    | 年度十大金曲 《Bad Girl》                         |
| 2016 | GMIC全球移动互联网大会    | 内地最受关注男演员                                |
| 2016 | 咪咕音乐盛典              | 年度十大金曲 《JULY》                             |
| 2016 | 咪咕音乐盛典              | 年度内地最受欢迎男歌手                            |
| 2016 | 亞洲新歌榜年度盛典        | 年度最具影響力男歌手                              |
| 2016 | 亞洲新歌榜年度盛典        | 年度十大金曲 《Bad Girl》                         |
| 2016 | GQ年度人物盛典            | 年度最具实力偶像                                  |
| 2017 | 2018愛奇藝尖叫之夜        | 尖叫男神                                          |
| 2017 | 咪咕音樂盛典              | 年度最佳男歌手                                    |
| 2017 | 咪咕音樂盛典              | 年度最具號召力歌手                                |
| 2017 | 咪咕音樂盛典              | 年度十大金曲 《6》                                |
| 2017 | 搜狐時尚盛典              | 年度人氣男明星                                    |
| 2017 | 金塔獎                    | 大學生最喜歡的男藝人                              |
| 2018 | 2017新浪微博之夜          | 微博年度影響力音樂人物                            |
| 2018 | Hit FM Music Awards 2018  | Entertainer Artist of the Year 《Deserve》        |
| 2018 | 2018 iHeartRadio MMVAs    | Fan Fave New Artist                               |
| 2018 | 2019愛奇藝尖叫之夜        | 全能年度歌手                                      |
| 2018 | 2019愛奇藝尖叫之夜        | 尖叫男神                                          |
| 2018 | 2018今日頭條年度盛典      | 年度最受關注明星                                  |
| 2018 | 2018今日頭條年度盛典      | 年度全能明星                                      |
| 2019 | 騰訊星光大賞              | 年度影響力藝人                                    |
| 2020 | 第27届东方风云榜音乐盛典  | 年度金曲 《大碗宽面》                             |
| 2020 | 2021愛奇藝尖叫之夜        | 亞洲全能藝人                                      |
| 2020 | 2021愛奇藝尖叫之夜        | 年度唱作人                                        |
| 2020 | 2020騰訊星光大賞          | 2020騰訊視頻VIP之星                               |
| 2020 | 2020騰訊星光大賞          | 年度全能唱作人                                    |
| 2020 | 2020今日頭條年度盛典      | 年度最佳唱作人                                    |
| 2020 | 2020今日頭條年度盛典      | 年度最具號召力明星                                |
| 2021 | 中国歌曲TOP排行榜颁奖晚会 | 最佳作词 《大碗寬麵》                             |
| 2021 | 中国歌曲TOP排行榜颁奖晚会 | 最佳创作歌手                                      |
| 2021 | 2020體育星力量頒獎典禮    | 跨界影響力                                        |
| 2021 | 2020微博之夜              | 微博年度全能唱作人                                |

### 榮譽
| 年份 | 榜單名稱                              | 排名         | 備註   |
| 2015 | 福布斯中國名人榜                      | 第42位       | [ 88 ] |
| 2017 | 福布斯中國名人榜                      | 第10位       | [ 89 ] |
| 2017 | 2017福布斯中國30位30歲以下精英榜      | 排名不分先後 | [ 90 ] |
| 2017 | 2017中国慈善名人榜                    | 第25位       | [ 91 ] |
| 2017 | 《第一财经周刊》2017最具商业价值明星  | 第9位        |        |
| 2018 | 福布斯30岁以下精英榜（娛樂）          | 排名不分先後 | [ 92 ] |
| 2019 | 《第一財經周刊》 2018最具商業價值明星 | 第2位        | [ 93 ] |
| 2019 | 福布斯中國名人榜                      | 第10位       | [ 94 ] |
| 2020 | 福布斯中國名人榜                      | 第8位        | [ 95 ] |
| 2020 | 福布斯亚洲社交媒体具有影响力明星      | 排名不分先後 | [ 96 ] |

## 外部連結
- 吳亦凡的新浪微博（已封禁）
- 吳亦凡的Instagram帳戶（已关闭）
- 吳亦凡的Facebook專頁（已关闭）
- 吳亦凡在互联网电影资料库（IMDb）上的資料（英文）